# Cantón de Canisy
El cantón de Canisy era una división administrativa francesa, que estaba situada en el departamento de Mancha y la región de Baja Normandía.

## Composición
El cantón estaba formado por once comunas:
- Canisy
- Dangy
- Gourfaleur
- La Mancellière-sur-Vire
- Le Mesnil-Herman
- Quibou
- Saint-Ébremond-de-Bonfossé
- Saint-Martin-de-Bonfossé
- Saint-Romphaire
- Saint-Samson-de-Bonfossé
- Soulles

## Supresión del cantón de Canisy
En aplicación del Decreto n.º 2014-246 de 25 de febrero de 2014, el cantón de Canisy fue suprimido el 22 de marzo de 2015 y sus 11 comunas pasaron a formar parte del nuevo cantón de Saint-Lô-2.